# 能取湖

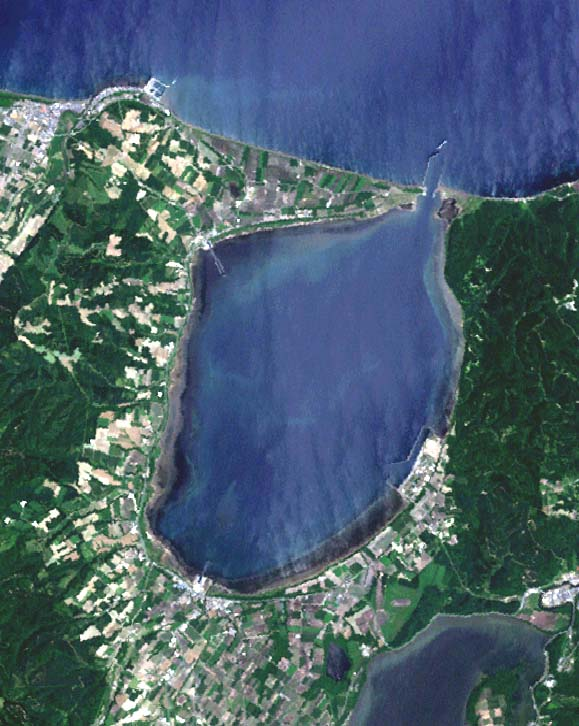
衛星写真（2000年）

能取湖（のとろこ、のとりこ）は、北海道網走市にある湖。網走国定公園に含まれる。湖名はアイヌ語の「ノッ・オロ」（岬のところ）に由来するが、これは本来、北東側の能取岬のことを指していた。能取岬に近い湖の意で、この湖名になったものである。
2018年（平成30年）9月1日より、漁業法上で海面として扱われている。

## 地理
北海道の東北部に位置し、オホーツク海に通じる海跡湖である。面積59km2、湾内最大水深21m、湾口最大水深10m。日本の湖沼では14番目の面積規模を有する。以前は海水流入部の湖口が季節的に開閉しており汽水湖であったが、1973年（昭和48年）に護岸工事が行われて湖口が固定され、現在は完全な海水の湖となっている。

## 自然
湖畔にはアッケシソウ（サンゴ草）の群生地があり、毎年9月頃になると一面が赤色で埋め尽くされる。卯原内地区には日本最大とされるアッケシソウの群落があり、毎年9月にはサンゴソウ祭りが行われる。湖岸をなぞるようにアマモが繁茂しており、日本有数のアマモ場が形成されている。
オホーツク海に面していることから、過去にシロイルカの漂着個体が生息していたことがあった。

## 利用
湖では主にホタテ、サケ、北海しまえび（ホッカイエビ）やカレイ等が漁獲される。
東岸の能取港町（二見ヶ岡漁港）地区には能取工業団地が整備されており、団地北端にはオートキャンプ場「レイクサイドパーク・のとろ」がある。4月中旬 - 10月中旬は同施設周辺から湖北端にかけてが潮干狩りができるよう開放されている。また、同地区内にある網走市水産科学センターでは、能取湖を含む網走沿岸の漁業に関する漁具やパネルの展示があり、小さな水族館も設置されている。

## 交通
湖の南・西岸には国道238号、東岸には北海道道76号網走公園線が通る。かつては国道と並行するように旧国鉄湧網線が通じており、廃止後はオホーツク自転車道として整備されている。公共交通機関は網走バスが国道を通っている。